# Исламски календар
Исламски календар или Муслимански календар (арап. التقويم الهجري; at-taqwīm al-hijrī; персијски: تقویم هجري قمری taqwīm-e hejri-ye qamari; познат и као Хиџри(јски) календар) лунарни је календар јер се рачуна по Месечевим менама. Календар почиње да броји време од 16. јула 622. године када се Мухамед преселио из Меке у Медину (хиџра). Овај календар се користи за датирање догађаја у многим муслиманским земљама и универзално за одређивање исламских светих дана.
Први дан седмице код муслимана је недеља. Година има 12 месеци или 354/355 дана. Сваки месец траје 29 или 30 дана. Тако су године краће него у обичном, сунчевом календару, на којег се ослањају јулијански и грегоријански календар. Пошто је оваква година око 11 дана краћа од соларне године, исламски значајни дани су, мада фиксни по свом календару, сваке соларне године око 11 дана раније, нпр. у односу на грегоријански календар. Исламске године се такође називају године Хиџре, пошто је прва година била она током које се догодила Хиџра — сеоба пророка Мухамеда. Зато је свака нумерисана година означена са Х или АХ, ово друго је од латинског Anno Hegirae („у години Хиџре”).

## Дани у седмици
1. недеља: yaum al-ahad (јевмул-ехад)  يوم الأحد (први дан)
2. понедељак: yaum al-ithnayn (јевмул-иснејн)  يوم الإثنين
3. уторак: yaum ath-thalatha (јевмул-селāсе)  يوم الثُّلَاثاء
4. среда: yaum al-arbа'а  (јевмул-арбā')  يوم الأَرْبعاء
5. четвртак: yaum al-khamis (јевмул-хамис)  يوم الخَمِيس
6. петак: yaum al-jumu'а (јевмул-џуму'ā)  يوم الجُمْعَة
7. субота: yaum as-sabt (јевмус-сабт)  يوم السَّبْت

## Месеци
1. Мухарем (Muharram ul Haram) - محرّم
2. Сафер (Safar) - صفر
3. Ребиул-евел (Rabi`-ul-Awwal) - ربيع الأول
4. Ребиул-ахир (Rabi`-ul-Akhir или Rabi` al-THaany) - ربيع الآخر أو ربيع الثاني
5. Џумадел-ула (Jumaada-ul-Awwal) - جمادى الأول
6. Џумадел-ухра (Jumaada-ul-Akhir или Jumaada al-THaany) - جمادى الآخر أو جمادى الثاني
7. Реџеб (Rajab) - رجب
8. Шабан (Sha'aban) - شعبان
9. Рамазан (Ramadhan) - رمضان
10. Шевал (Shawwal)- شوّال
11. Зул-каде (Dhul Qadah или Thw al-Qi`dah) - ذو القعدة
12. Зул-хиџе (Dhul Hijja или Thw al-Hijjah) - ذو الحجة

Месец рамазан посебно је свет; потпуни пост траје током дневних сати, све време је посебно побожно понашање на првом месту. Пред крај рамазана долази Ноћ одређенја, у којој је Мухамед примио своје прво откровење и у којој може да се отвори граница између небеског и овоземаљског света. Еидул-Фитр или Рамазански бајрам јесте празник који наступа након завршетка рамазана.
Зулхиџе је месец ходочашћа у Меку (хаџ). Тамо, будући да су дошли у стање физичке и ритуалне чистоте, ходочасници укруг обилазе око Ћабе, посећују гробове Хагаре и Исмаила и врело Земзем, пролазе између два мала брда у знак сећања на Хагарину потрагу за водом, стоје једно поподне на Брду милости у долини Арефат и бацају камење на стуб Акабе у Мини, који представља Сатанино искушавање Аврама да се одрекне жртвовања сина (овде, Исмаила).
Мухамедов рођендан (мевлид ен-небиј: 12. ребиул-евел) обележава већина муслимана широм света, а посебно место заузима и ноћ Мираџа.
| Исламска и одговарајућа грегоријанска година |               |         |
| Хиџретска                                    | Грегоријанска | Разлика |
| 1228.                                        | 1813.         | 585     |
| 1261.                                        | 1845.         | 584     |
| 1295.                                        | 1878.         | 583     |
| 1329.                                        | 1911.         | 582     |
| 1362.                                        | 1943.         | 581     |
| 1396.                                        | 1976.         | 580     |
| 1429.                                        | 2008.         | 579     |
| 1463.                                        | 2041.         | 578     |
| 1496.                                        | 2073.         | 577     |
| 1530.                                        | 2106.         | 576     |
| 1564.                                        | 2139.         | 575     |

## Рачунање године
Према исламској традицији, Абраха, гувернер Јемена, тада провинције хришћанске краљевине Аксум (Етиопија), покушао је да војском, у којој се налазило и неколико слонова, уништи Ћабу. Напад је био неуспешан, али је по тадашњем обичају, та година названа година слона. Те године је рођен Мухамед (видети суру 105, Ал-Фил - „Слон”). Већина ту годину поистовећује са западном годином 570. а мањина са 571. Касније године су нумерисане од Године Слона.
Омар, други калиф, је 17. АХ (638. н.е.) почео да броји године исламског календара од године Хиџре, која је постдатирана АХ 1. Први дан првог месеца (1 Мухарам) те пролептичке исламске године, тј. након уклањања свих преступних месеци између Хиџре и Мухамедове забране истих девет година касније, одговара 16. јулу 622 (сама сеоба се догодила у септембру). Најстарији сачувани пример употребе Хиџријског календара је на једном папирусу из Египта из године 22 АХ (642/43).
Приближна формула за конверзију једне ере у другу:
{\displaystyle C\approx {\frac {32H}{33}}+622}
{\displaystyle H\approx {\frac {33(C-622)}{32}}}
где су C грегоријански календар, а H исламски календар

## Осматрање Хилала, израчунавање датума и њихова неједнакост
Најмање једном се догодило у првом исламском веку да су муслимани у Медини и Шаму (Дамаску) постили независно једни од других након сопствених опажања српа младог Месеца (Hilâl на арапском).
Сваки месец има 29 или 30 дана, али обично не у препознатљивом редоследу. Традиционално, први дан месеца (дан почиње заласком Сунца) је онај на који се први пут угледа срп младог Месеца, мало након заласка Сунца. Ако хилал није опажен одмах након 29. дана месеца, било због облачности или због превелике осветљености западног неба, онда тим заласком Сунца почиње 30. дан месеца. Хилал мора видети један или више веродостојних људи, који затим о томе сведоче пред верским вођама. Ислам ће неколико векова бити на челу астрономске науке захваљујући потреби да се одреди дан када ће бити највероватније опажање хилала.
Ова традиционална пракса се и даље следи у неким деловима света (нпр. Индија, Пакистан и Јордан). У већини муслиманских земаља следе се астрономска правила која омогућавају да се календар одреди унапред, што у традиционалном методу није случај. Малезија, Индонезија и још неке почињу месец заласком Сунца првог дана када Месец залази после Сунца. У Египту је то спецификовано на пет минута између та два догађаја.
Месец залази све касније како се иде на запад, што значи да је за западније муслиманске земље вероватније да ће славити неке празнике дан раније него источне.

## Историја

### Предисламски календар
Постоје различита мишљења о природи предисламског календара. Неки проучаваоци (неки муслимански и западни) сматрају да је календар и у предисламској Арабији био чисто лунарни календар, као и данашњи исламски, с том разликом што је светост четири света месеца била одлагана за један месец, с времена на време.
Други проучаваоци (опет муслимански и западни) слажу се да је календар у почетку био лунарни, али да је око 200 година пре Хиџре претворен у лунисоларни календар, у који је повремено убациван интеркаларни месец, како би се ходочашће одржало у годишњем добу када је трговачка роба била најобилнија за бедуинске купце.
„Енциклопедија Ислама” сматра да је „овај арапски систем могао бити замишљен само да помера Хаџџ и с њим повезане појмове у околини Меке у погодно доба године. Намера није била да се установи фиксни календар за општу употребу”. Да ли је интеркаларни месец (nasi - „одлагање”) уметан у пролеће, као што је случај код хебрејског календара, или у јесен, ствар је дебате. Једна претпоставка је да је интеркаларни месец додаван између 12-тог месеца (месеца предисламског Хаџилука и првог месеца (Muharram) ове предисламске године. Или су на сваке три године могли бити редом удвајани сви месеци календара.
Два Раби („пролећна”) месеца указују на испашу а данашња кишна сезона у Меки (само мало мање сушна од остатка године), која би подстакла раст траве за испашу, је током јесени (78,1 од 110,1 мм просечних годишњих падавина у Меки падне од октобра до јануара). Ово би имплицирало да је предисламска година почињала близу јесење равнодневице. Међутим, кишна сезона је могла бити другачија у време када су имена настала (пре Мухамедовог времена) или је календар могао бити увезен из другог региона који је имао такву кишну сезону. На арапском језику назив месеца Рамадан значи „онај који пржи”, што значи да је падао у време летњих врућина, што такође сугерише почетак предисламске године у јесен (налик хебрејској грађанској години, чији девети месец, Сиван, пада у периоду мај-јун).
Арапи су имали месеце у којима је ратовање било забрањено. Уметањем преступног месеца се могло манипулисати временом наступања ових месеци. Забраном преступног месеца, Куран спречава такве манипулације. Али, тиме је календар одвојен од годишњих доба.

## Данашње варијације

### Календар Ум ел-Кура
Званични Ум ел-Кура календар Сауди Арабије је донедавно користио значајно другачији астрономски метод. Пре 1420. АХ (тј. пре 18. априла 1999), ако је старост Месеца о заласку Сунца у Ријаду била најмање 12 сати, онда је дан који се завршавао тим заласком био први дан месеца. Због овога су Саудијци често славили свете дане један па и два дана пре осталих муслиманских држава, укључујући и дан Хаџилука, који се могао датирати само по саудијском начину, јер је Мека у Сауди Арабији. Током једне године 1970-их, различите муслиманске земље су окончале рамазан на четири узастопна дана. Почевши од 1420. АХ (1999—2000) прославе су постале једноликије. Током 1420-22. АХ, ако је Месец зашао после Сунца у Меки, онда је дан који је почињао тим заласком Сунца био први дан саудијског месеца, што је у суштини исти принцип који се користи у Малезији, Индонезији и другде (с изузетком места осматрања). Од почетка 1423. АХ (16. 3. 2002), правило је појашњено захтевом да се пре заласка Сунца догоди још и геоцентрична конјункција Сунца и Месеца. Овим се осигурава да је Месец прошао поред Сунца у тренутку заласка, мада небо још може бити прејако осветљено да би се заиста видео срп Месеца. Строго узевши, календар Ум ел-Кура је замишљен само за грађанске сврхе. Његови творци су свесни чињенице да се прво визуелно опажање Месечевог српа (хилала) може догодити и два дана након оног израчунатог по овом календару. Од 1419. АХ, саудијска влада је успоставила неколико званичних комитета за опажање хилала. Ипак, верске власти исте земље такође дозвољавају сведочанство мање искусних посматрача, тако да често објављују виђење Месечевог српа на дан када нико од званичних комитета не може видети срп.
Ово нарочито важи за најважније датуме исламског календара - почетак и крај Рамадана (месеца поста) и почетак Дху ел-Хија-е (месеца годишњег ходочашћа у Меку). Ако муслимански мушки становник (двојица у случају краја Рамадана) види младину 29. дана претходног месеца и ако верске власти прихвате ово опажање, онда се пресуђује да је стигао нови месец, иако званични Ум ел-Кура календар указује да је то 30. дан старог месеца. Ово може променити конкретни почетак и/или крај поста или време ходочашћа. Ово се догађа повремено, нпр. 1428 АХ (2007—08), када су месеци Шавал и Дху ел-Хија почели дан раније него што је то предвидео Ум ел-Кура календар.
Недавно су и нека северноамеричка и европска муслиманска тела објавила да ће у будућности следити календар Ум ел-Кура за регулисање исламских дана.

### Табуларни исламски календар
Постоји варијација исламског календара, позната као табуларни исламски календар у којем су месеци одређени аритметичким правилима уместо осматрањем или астрономским прорачунима. Он има 30-годишњи циклус са 11 преступних година од 355 дана и 19 година од 354 дана. Дугорочно је тачан до једног дана у око 2500 година. Краткорочно, одступа око дан или два.

### Кувајтски алгоритам
Мајкрософт користи тзв. кувајтски алгоритам за претварање грегоријанских датума/надневака у исламске. Мајкрософт тврди да се ради о статистичкој анализи историјских података из Кувајта, али заправо се ради о варијанти табуларног календара.

## Употреба
Исламски календар је пре свега коришћен у верске сврхе а понекад и у званичне. Међутим, због чисто лунарне природе календара, он не може бити коришћен у пољопривредне сврхе, па су током историје исламске заједнице за то користиле друге календаре: египатски календар је био доста раширен у исламским земљама, а у различитим земљама ирански календар, отомански календар из 1789. (модификовани јулијански календар) или бенгалски календар у данашњем Бангладешу и околини. Овим локалним соларним календарима је опао значај након скоро универзалног усвајања грегоријанског календара за грађанске сврхе. Сада је Сауди Арабија једина муслиманска земља која користи исламски календар у свакодневне службене сврхе.